# Yakovlev Yak-20
Yakovlev Yak-20 (tiếng Nga: Як-20) là một loại máy bay huấn luyện thử nghiệm động cơ piston của Liên Xô, sản xuất năm 1949. Nhưng không được đưa vào sản xuất.

## Biến thể
Yak-20-1
Yak-20-2

## Tính năng kỹ chiến thuật (Yak-20-1)
Đặc điểm tổng quát
- Kíp lái: 2
- Chiều dài: 7,06 m (23 ft 2 in)
- Sải cánh: 9,56 m (31 ft 4 in)
- Chiều cao:  ()
- Diện tích cánh: 15 m² (161,5 ft²)
- Trọng lượng rỗng: 470 kg (1.040 lb)
- Trọng lượng có tải: 700 kg (1.540 lb)
- Trọng lượng cất cánh tối đa: 700 kg (1.540 lb)
- Động cơ: 1 × Ivchenko AI-10 5, 59,7 kW (80 hp)

 Hiệu suất bay 
- Vận tốc cực đại: 160 km/h (100 mph)
- Tầm bay: 400 km (249 dặm)
- Trần bay: 3.000 m (9.850 ft)
- Vận tốc lên cao: m/s (ft/min)
- Tải trên cánh: 48,66 kg/m² (9,43 lb/ft²)
- Công suất/trọng lượng: 0,085 kW/kg (0,052 hp/lb)

## Máy bay tương tự
- Ercoupe
- Ryan Navion
- Zlin Z-22 Junak
- RWD-21
- Utva Trojka

## Máy bay cùng sự phát triển
- Yak-18